# 都沛禄
奥斯卡·冯·特鲁泊 （德語：Oskar von Truppel，1854年5月17日—1931年8月20日），原名奥斯卡·特鲁泊（Oskar Truppel），漢名都沛禄，德意志帝國海军军官，德属胶澳租借地第三任总督，同时为任职时间最长、军衔最高的一任胶澳总督，退役前军衔为海军上将。

## 生平

### 早年及海军军官经历
1854年5月17日，都沛禄出生于施瓦茨堡-鲁多尔施塔特亲王国卡茨许特（今属德国图林根州），其父约翰·克里斯蒂安·特鲁泊（Johann Christian Truppel）为一名牧师，其母为贝尔塔·施瓦茨（Bertha Schwartz）。都沛禄6岁时（1860年）父母双亡，后来在鲁多尔施塔特读中学。
1871年5月31日，都沛禄以军官候补生（Kadett）身份加入德意志帝国海军，1874年成为海军少尉。1871至1874年，都沛禄在西印度群岛、北美洲、地中海服役。1876年至1878年在西印度群岛、北美洲、中美洲服役。1879至1880年在伊斯坦布尔及土耳其沿海服役。1883年至1886年随舰环球航行。1894年10月至1897年12月在柏林海军总司令部任职。1897年7月1日晋升少校。
1897年12月，都沛禄被任命为威廉王妃号防护巡洋舰（当时在东亚服役）舰长。都沛禄从威廉港乘坐达姆施塔特号运兵船与海军第三营（III. Seebataillon）一同前往德国海军占领不久的胶澳地区，1898年1月末到达青岛。2月11日，都沛禄被任命为临时的驻胶澳德军司令。胶澳地区成为德国租借地后，首任胶澳总督罗绅达于同年4月15日在青岛就职。都沛禄将管理权交接给罗绅达后离开青岛继续任威廉王妃号舰长。1899年3月22日晋升海军上校。1899年7月至1901年4月在柏林任海军部军事局局长。

### 胶澳总督任职时期
1901年2月20日，因时任胶澳总督叶世克逝世，都沛禄被任命为新任胶澳总督。同年6月7日，都沛禄到达青岛履新，自此担任此职近十年。期间曾两次回国休假，分别由海军上校师孟（Ernst van Semmern，1905年2月11日至1906年8月21日在职）与海军上校麦维德（1909年4月6日至1910年4月2日在职）代理总督一职。都沛禄任职期间一路升迁，1905年4月3日晋升海军少将，1907年9月17日晋升中将，1911年1月27日晋升海军上将。

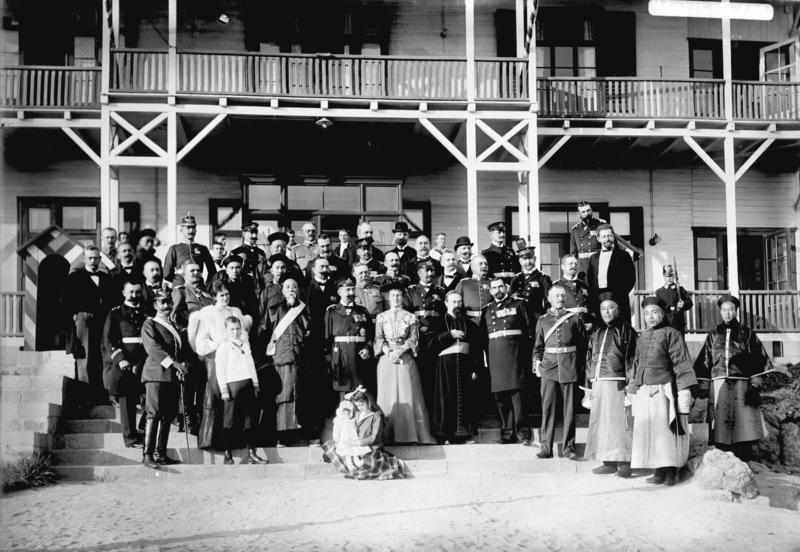
都沛禄（前排中央戴大檐帽者）与周馥（前排中央白须着长袍马褂者）等人在总督临时官邸合影

1902年12月5日，时任山东巡抚周馥访问青岛，为德国占领青岛后山东巡抚首次到访，受到都沛禄款待。1903年3月下旬，都沛禄访问山东内地青州、兖州、曲阜、泰山等地，并赴济南礼节性回访。此后至1912年清帝逊位期间的数任山东巡抚中有三任曾访问青岛。1907年3月，都沛禄赴济南拜访时任巡抚杨士骧，同年10月杨士骧回访。1908年9月25日，经时任巡抚袁树勋申请，清政府授予都沛禄御赐一等三品双龙宝星，10月袁树勋拜访青岛并为都沛禄授勋。1910年5月，时任巡抚孙宝琦访问青岛，同年11月都沛禄回访。都沛禄与历任巡抚的密切来往促进了青岛与山东内地的经贸交流及医疗、警务、林业等方面的合作，同时推动了山东内地济南、周村等商埠的开辟与工商业近代化。

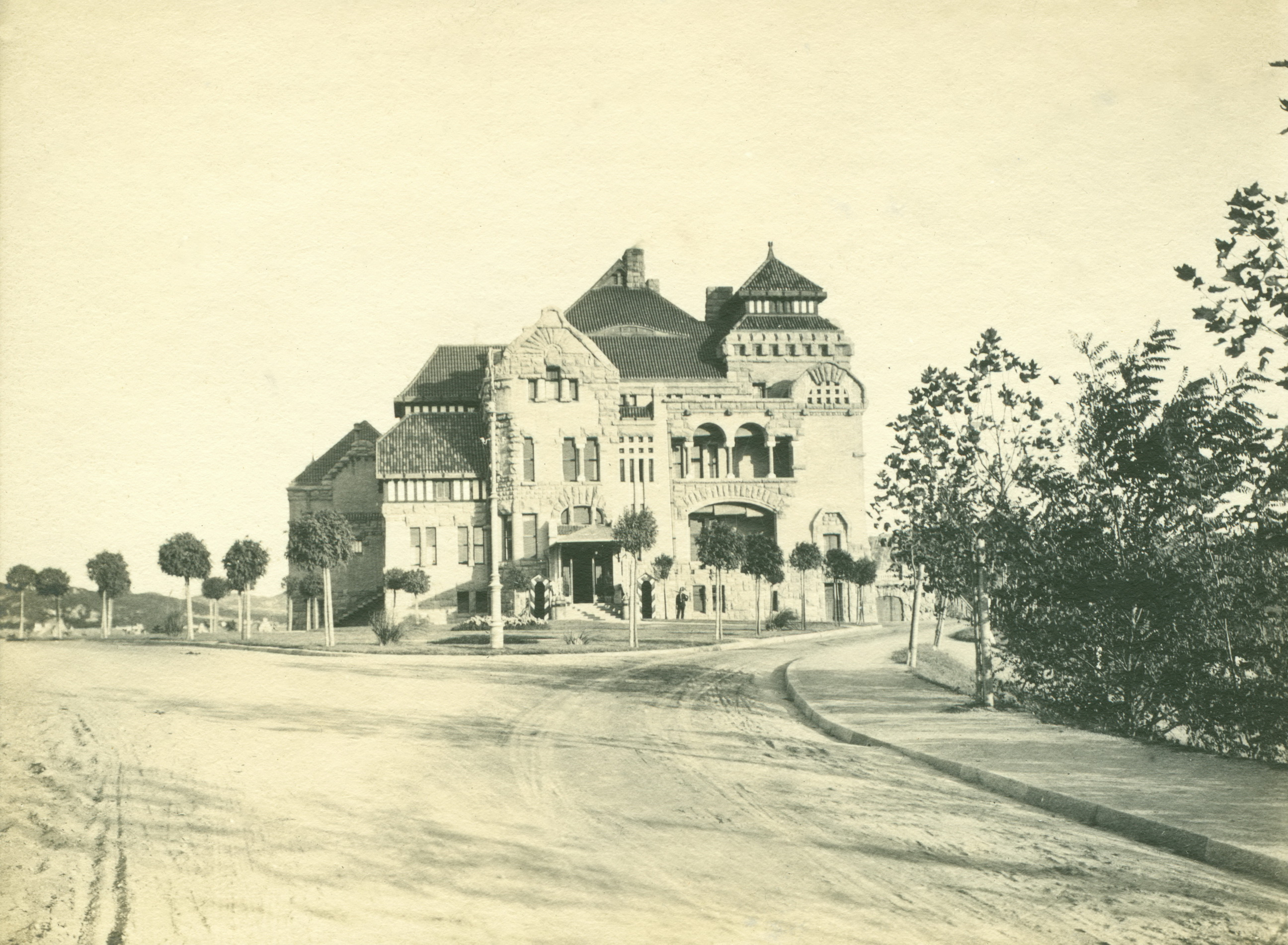
胶澳总督官邸

都沛禄上任之初，办公地点仍在章高元驻防时期建造的总兵衙门，居住地则在建于1899年的总督临时官邸。都沛禄上任后，总督府开始着手准备建设总督府新楼，原计划将总督府办公楼与总督官邸设计在一起，但此方案遭到都沛禄反对，于是改将总督官邸选址于今信号山南麓。总督府办公楼于1904年开工建造，1905年主体建成，1906年交付使用。总督官邸则于1905年开工建设，1907年主体建成。都沛禄1906年9月自德国回到青岛后，直接督导了官邸的建设，并于建成后携全家入住。胶澳总督官邸的规模、质量和造价远远高于远东其他部分殖民地的总督官邸。
都沛禄任内，青岛城内完成的重要工程还包括胶澳警察公署、青岛基督教堂、俾斯麦兵营等，其上任前已开工的青岛大港与胶济铁路也在其任内完工，青岛观象台、德华大学也在其任期最后几年内开工。青岛的各方面在其任内迅速发展，由军事要地发展为经贸重镇，又开始向文化中心提升，同时成为中国沿海一大旅游度假胜地。
任职近十年后，都沛禄于1911年离职。关于其离职原因，有说法称其自愿辞职。另有说法称，都沛禄1910年秋过多干预德华大学事务，导致该校教授罢教反抗，海军部国务秘书阿尔弗雷德·冯·提尔皮茨称“他根本上反对这所学校”，于12月28日电令将其解职。为纪念都沛禄的贡献，青岛华商商务总会为其树立了一座中国传统式样的功德碑，上刻“商民戴德”四字（该碑现已不存，消失时间不可考）。1911年5月14日，都沛禄乘坐格奈森瑙号装甲巡洋舰回国。

### 晚年
1911年8月19日，都沛禄退役并由德皇授勋成为贵族，其姓名因此加入贵族姓氏前缀“馮”。都沛禄与家人迁居至柏林弗洛瑙分区，1931年8月20日卒于该地。

## 家庭
1891年5月13日，都沛禄在不来梅与安娜·穆勒-索瓦尔（Anna Müller-Sauvalle）结婚，两人育有二子一女，长子海因里希（Heinrich）13岁夭折。都沛禄曾孙扬·科尔贝曾于2013年5月到访青岛并参观总督官邸旧址。